# قشلاق محمدلو
قشلاق محمدلو هي قرية في مقاطعة نظر أباد، إيران. يقدر عدد سكانها بـ 109 نسمة بحسب إحصاء 2016.